# Sikahjort
Sikaen (Cervus nippon) er en hjort af firemavedrøvtyggerne. Den lever i det østlige Asien fra Sibirien, over Korea og Manchuriet til det østlige Kina og Vietnam. Desuden findes dyret på Taiwan og i Japan, samt nogle små vestlige stillehavsøer.
Sikahjorten er blevet indført til en række lande herunder Danmark omkring 1900.

## Udseende
Sikaen skifter pelsfarve om sommeren og vinteren. Den tykke vinterpels bæres fra omkring september-oktober og skiftes igen til maj-juni. Hos hannen (hjorten) er pelsen om vinteren mørkegrå til sort, og hannen har en kraftig manke på halsens forside, mens hunnen (hinden) er grålig. Om sommeren er pelsen rødbrun med hvide pletter ned langs midten af ryggen. Bagpartiet omkring halen, der kaldes spejlet, er hvidt og omgivet af en sort stribe året rundt.
Sikaen måler ca. 125-145 cm i kropslængde og 79-81 i skulderhøjde, og har en vægt på 27-55 kg er den er dermed lidt mindre end et dådyr.
Fra august-september til april-maj har hannen et gevir, der sjældent får mere end 8 spidser/ender. Det kan dog blive kraftigere med alderen

## Udbredelse
Som nævnt er sikaen blevet indført til Danmark. Det skete i 1900 hvor nogle sikaer blev sluppet løs på Svenstrup Gods på Sjælland.
Nu til dags lever der kun omkring 500-600 sikaer frit i Danmark. De fleste lever ved Jyllands østkyst i små grupper samt der er enkelte grupper inde i landet og på Sjælland, bl.a. i Dyrehaven.
Sikaen er også blevet indført i bl.a.
- Irland
- Storbritannien
- Frankrig
- Tyskland
- Tjekkiet
- Slovakiet
- Polen
- Sydafrika
- USA
- New Zealand

Men Danmark er det eneste land i Skandinavien, hvor der findes sikaer. Her lever den i skovområder, hvor den holder til i tykninger og krat, der yder god beskyttelse og skjul.

## Føde
Sikaen lever udelukkende af planteføde og er ikke kræsen.
Den spiser de planter, der er tilgængelige, alt efter sted og årstid. Man siger, at den er opportunistisk i sit fødevalg.
Føden består hovedsageligt af forskellige græsarter og urter, men også skud og knopper fra træer samt bark, svampe, agern og bog.

## Adfærd
Det meste af året lever sikaer i flok.
Hannerne lever i mindre flokke uden nogen leder, mens hunner, kalve og ungdyr lever i større flokke hvor der ofte er en ældre erfaren hun som leder. Grupperne søger kun sammen når det er parringstid og nogle gange om vinteren.
For at kommunikere bruger sikaer mange lyde. Specielt i parringstiden, hvor hannerne bruger karakteristiske, høje fløjteskrig for at advare og imponere hunnerne.
Sikaer kan frembringe mange lyde – især i parringstiden.
Sikaens mest karakteristiske lyd er hannens høje fløjteskrig i parringstiden. Det begynder som en stønnen, der går over i et skrig i stadig stigende tonehøjde. Det gentages én til fire gange og efterfølges af en pause på 10-20 minutter. Nogle gange kan det lyde, som når et menneske skriger.
Hunner med kalve kan udstøde et nasalt hvin, og kalvene bruger pibende og brægende lyde. Når de bliver forskrækket bruger begge køn en serie af lyde som lyder som gøen.

## Parring
Sikaer er i brunst over en lang periode sent på efteråret og ind i vinterperioden. Dette er længere end andre hjorte i Norden
Selve parringen foregår oftest på særlige brunstpladser, og hvert år opsøger hannerne de samme brunstpladser. Med forbenene og geviret begynder de at grave brunstgruber. Derefter tisser de og sprøjter sæd i gruberne, hvorefter de ruller rundt nede i pløret. Hunnen opsøger hannen på brunstpladsen.
Derefter er hunnen drægtig i 220-230 dage, hvorefter hun føder en enkelt kalv og i sjældne tilfælde 2 kalve omkring maj-juni. Nogen gange kan man se nyfødte kalve sent på efteråret pga. den lange brunstperode.
Kalven dier, indtil den er omkring 6-10 måneder gammel.

## Spor i naturen
Sikaernes fodspor er klovaftryk, hvor hunnernes er ca. 5-6 cm lange og 3,5-4 cm brede. hannernes er ca. 8 cm lange og 5 cm brede.
Spor efter bid kan ses på kviste og grenene, der er flossede, fordi sikaerne mangler tænder i overmunden. Det samme gælder afskrælning af bark.
Når hannerne smider geviret, kan der ses flossede spor på træer efter fejning af geviret.
Sikaernes afføring er små glatte kugler, som er 10-15 mm lange og 8-12 brede.